# جيل سكوت
جيل سكوت (بالإنجليزية: Jill Scott)‏ مواليد 4 أبريل 1972، هي ممثلة أمريكية بدأت مسيرتها الفنية عام 1999. هي أيضا مغنية وكاتبة أغاني.تشتهر جيل بارتداء غطاء رأس ذو أصول أفريقية يسمى (التيجنون) احتفاءً بالثقافة الأفرو-أمريكية.

## وصلات خارجية
- جيل سكوت على موقع IMDb (الإنجليزية)
- جيل سكوت على موقع ألو سيني (الفرنسية)
- جيل سكوت على موقع ميوزك برينز (الإنجليزية)
- جيل سكوت على موقع رولينغ ستون (الإنجليزية)
- جيل سكوت على موقع أول موفي (الإنجليزية)
- جيل سكوت على موقع إن إن دي بي (الإنجليزية)
- جيل سكوت على موقع أول ميوزيك (الإنجليزية)
- جيل سكوت على موقع ديسكوغز (الإنجليزية)
- جيل سكوت على موقع قاعدة بيانات الفيلم (الإنجليزية)
- جيل سكوت على موقع كينوبويسك (الروسية)

- الموقع الإلكتروني